# Джу Бадзє
Джу Бадзє́ (кит.: 猪八戒) — комічний персонаж китайського фольклору, напівлюдина-напівсвиня. Один з головних персонажів роману У Чен'еня «Подорож на Захід».

## Легенда
Згідно з сюжетом роману, подорожні зустрічаються з Джу Бадзє в селі Гаолаоджуан (ймовірно, вигаданому), розташованому на кордоні Китаю і Тибету. Король Мавп Свень Вукон дізнається, що якийсь чарівник три роки тому викрав дочку місцевого старости і тримає її в ув'язненні, вважаючи за свою дружину.
В процесі короткого поєдинку Свень Вукон здобув над чарівником перемогу, і той, напівлюдина-напівсвиня, відкрив йому свою історію. Він повідомив, що його тепер звуть Джу Ґанлє (猪刚鬣, «Свиня Жорстка Щетина»). Бувши від природи ледачим, схильним до випивки і любовних пригод, він ще людиною звернувся до досягнення безсмертя і заслужив у царстві безсмертних почесне ім'я Джу Дзє (猪 戒, «Свиня Шести Заповідей») і звання небесного маршала. Однак і там він не зміг втриматися від старих звичок і за п'яні витівки був відправлений на Землю для нового переродження в результаті якого став напівсвинею. Монах Сюаньдзан дав новому знайомому ім'я Джу Бадзє, той став його учнем і приєднався до нього і до Свень Вукона для спільного продовження шляху до Індії.
У романі Джу Бадзє виступає здебільшого як комічний персонаж, уособлення дрібних людських пристрастей — дурощів, лінощів, обжерливості, хтивості. Озброєний Джу Бадзє чарівними дев'ятизубими граблями. Завдяки йому мандрівники постійно наживають собі проблем і пригод.
Джу Бадзє міцно увійшов в китайський фольклор. Його образ є одним з найпопулярніших комічних персонажів китайського фольклору, а з ім'ям Джу Бадзє пов'язаний ряд китайських приказок де висміюють жадібність, дурість, обжерливість, лінь, самовпевненість, чванство та інші дрібні гріхи приземленої людини.